# Flippin
Flippin – miasto w Stanach Zjednoczonych, w stanie Arkansas, w hrabstwie Marion.